# Tesla Roadster (второе поколение)
Tesla Roadster — четырёхместный спортивный электромобиль компании Tesla, прототип которого представлен в ноябре 2017 года и заявлен как самый быстро разгоняющийся серийный автомобиль из когда-либо созданных.
Серийный выпуск модели ожидается не ранее 2024 года.
Илон Маск заявил, что новый родстер станет самым быстрым автомобилем в линейке компании, с новым режимом ускорения под названием Maximum Plaid, превосходящим ранее известные режимы Insane и Ludicrous в моделях S и Х.
Новый родстер был разработан Францем фон Хольцхаузеном. Предыдущая модель родстера 2008 года была первым автомобилем компании.

## История
В 2011 году, в конце производственного цикла оригинального родстера Tesla, Илон Маск высказал мнение, что производство новой версии родстера, без шасси Lotus Elise, начнется в 2014 году. Новый родстер был впервые объявлен в 2014 году.
Маск заявил, что родстер гарантированно обеспечит «унизительное поражение бензиновых автомобилей».
Прототип родстера был неожиданно представлен после презентации Tesla Semi, состоявшейся 17 ноября 2017 года. Участники, внёсшие депозит в 50 000$ на предзаказ спорткара, смогли поучаствовать в тест-драйвах.
В мае 2020 года глава компании, Илон Маск, сообщил, что производство нового родстера отложено на неопределённый срок, а перед компанией стоят более важные задачи — наращивание объёмов производства кроссовера Model Y и строительство автомобильного завода в Берлине.

## Производство
Сразу после презентации начались предварительные заказы на родстер. Для некоторых владельцев , принявших участие в партнёрской программе по продвижению продаж автомобилей компании и достигших уровня 2 по количеству рефералов, Tesla начала накапливать скидки на покупку родстера. При регистрации 55 подтверждённых покупателей, рекомендовавший их участник получает 100 % скидку к будущей покупке родстера.

## Особенности конструкции

### Основное
Спортивный электромобиль — гиперкар — был разработан бывшим конструктором фирмы Mazda Францем фон Хольцхаузеном. Несмотря на название модели «родстер» родстером в первоначальном смысле этот агрегат полностью не является. Автомобиль имеет съёмную стеклянную крышу и кузов 2+2 с двумя главными передними сиденьями плюс два небольших «детских» сиденья сзади.
Родстер имеет три электродвигателя, один спереди и два сзади, обеспечивающих полный привод, а также систему адресного распределения крутящего момента для лучшего прохождения поворотов. Батарея 200 кВт⋅ч, в два раза большей ёмкости, чем в Тесле Model S P100D, обеспечивает запас хода на одной подзарядке 1000 километров на полной скорости. Выходной крутящий момент 10000 Н·м.
Заявленное время разгона с 0 до 96,5 км/ч занимает 1,9 секунды. До 160 км/ч спорткар способен разогнаться за 4,2 секунды, а расстояние 400 метров проходит за 8,9 секунды. Максимальная скорость превышает 400 км/ч, что сделает родстер первым серийным автомобилем, преодолевшим двухсекундный и девятисекундный барьеры соответственно.

### Кузов
Кузов имеет большое количество внешних сходств с автомобилем Mazda RX8, но заметно доработан, кроме того изготовлен из дюраля . Зеркала можно прятать во время движения . Дверные замки как и у всех машин своей марки домофонного типа с выдвижными ручками без механики. Крыша открывается на половину и автоматически закрывается при разгоне до определённой скорости . Центральная часть днища сделана из титана .

### Охлаждение моторов
Как и все машины этой марки она имеет жидкостное охлаждение ТЭДов, причём при помощи системы охлаждения поддерживается оптимальная температура аккумуляторов . Сам радиатор находится спереди по классической схеме. 

### Моторы
Машина имеет один мотор под капотом, передающий усилие через дифференциал и 2 мотора под задними сиденьями, с передачей вращения на полуоси при помощи двух шестерёночных редукторов .

### Зарядка и питание
Аккумуляторные блоки стоят по традиционной схеме в центральной части кузова под ним. Снизу имеют защиту из титанового днища .